# Osztrák körte
Az osztrák körte (Pyrus austriaca) a körte (Pyrus) növénynemzetség egyik faja; sózókörte vagy fekete körte néven is említik. Kultúrnövény: terméséből körtebort és -pálinkát készítenek. Ritkasága, kultúrtörténeti jelentősége és a növénynemesítésben játszott szerepe (körtealany) miatt Magyarországon védelem alatt áll.

## Megjelenése
Fás szárú növény, többnyire nincsenek tövisei, vagy legfeljebb nagyon kevés. Levelei változatosak: lehetnek elliptikus, tojásdad-lándzsás vagy deltoid alakúak, válluk kissé lekerekített vagy széles ék alakú, szélük csipkés, csúcsuk kihegyezett. A levelek kezdetben szürkésen, sárgásszürkésen molyhosak, majd először a színén, később a fonákán is lekopaszodnak, ősszel pedig a leszáradást követően megfeketednek.
Almatermése 2,5–5,5 cm hosszú, lehet gömb vagy kissé megnyúlt alakú. Szeptemberben, októberben érik be, az íze fanyar. A gyümölcsök akár az első fagyig a fán maradnak.

## Származása és előfordulása
Egyesek a vastaggallyú körte (Pyrus nivalis) és a vadkörte (Pyrus pyraster) keresztezéséből létrehozott hibrid körtefajnak vélik Pyrus × austriaca néven, mások a vastaggallyú körte alakjaként tekintenek rá Pyrus nivalis f. austriaca néven. Magyarországon ritka: a Nyugat-Dunántúlon az Őrségben és a Vendvidéken még előfordul nagyobb egyedszámban gyümölcsösökben; korábban a Somló hegyen is élt, de onnan 2013-ra vélhetően kipusztult. Ausztriában Burgenland területén, illetve Stájerországban (Stíriában) termesztik.